# Cantó de Bèla Garda
El cantó de Bèla Garda és un cantó francès del departament de Cruesa, situat al districte de Lo Buçon. Té 9 municipis i el cap és Bèla Garda.

## Municipis
- Bèla Garda
- Bòsc Rogier
- Champanhac
- La Chauçada
- Luperçac
- Mançac
- Mautas
- Sent Domèt
- Sent Sauve de Bèla Garda

## Història
| Data d'elecció                           | Identitat       | Partit           | Qualitat |
| ---------------------------------------- | --------------- | ---------------- | -------- |
| 1967-                                    | Michel Moreigne | SFIO, després PS |          |
| les dades anteriors no són pas conegudes |                 |                  |          |
|                                          |                 |                  |          |

## Demografia
| 1962  | 1968  | 1975   | 1982  | 1990  | 1999  | 2006  |
| ----- | ----- | ------ | ----- | ----- | ----- | ----- |
| 3.274 | 3.640 | 3.1640 | 3.032 | 2.876 | 2.676 | 2.607 |